# 貫見郵便局
貫見郵便局（ぬくみゆうびんきょく）は山形県西村山郡大江町にある郵便局。民営化前の分類では集配特定郵便局であった（現在は集配機能を廃止）。

## 概要
住所：〒990-1272 山形県西村山郡大江町貫見62

## 沿革
- 1874年（明治7年）12月16日 - 貫見郵便取扱所として開設[1]。
- 1875年（明治8年）1月1日 - 貫見郵便局（五等）となる。
- 1885年（明治18年）10月1日 - 貯金取扱を開始。
- 1894年（明治27年）2月28日 - 貯金取扱を廃止。
- 1896年（明治29年）7月1日 - 為替取扱を開始。
- 19xx年 - 七軒郵便局に改称。
- 1956年（昭和31年）6月10日 - 貫見郵便局に改称[2]。
- 1976年（昭和51年）5月12日 - 電話交換業務を大江電報電話局に移管。
- 1984年（昭和59年）8月1日 - 風景入通信日付印の使用を開始。
- 2007年（平成19年）10月1日 - 民営化に伴い、併設された郵便事業寒河江支店貫見集配センターに一部業務を移管。
- 2012年（平成24年）10月1日 - 日本郵便株式会社発足に伴い、郵便事業寒河江支店貫見集配センターを貫見郵便局に統合。
- 2015年（平成27年）3月23日 - 集配業務を近隣の左沢郵便局に移管。郵便番号を990-1299から990-1272に変更。
- 2016年（平成28年）5月23日 - 地すべりによる建物の損傷の危険性が高いとして局舎を一時閉鎖[3][4]。
- 2017年（平成29年）11月1日 - 営業再開[5]
- 2024年（令和6年）11月5日 - 窓口昼休み導入（12:00 - 13:00）[6]

## 取扱内容
- 郵便、印紙、ゆうパック、内容証明
- 貯金、為替、振替、振込、国際送金、国債
- 生命保険、バイク自賠責保険
- ゆうちょ銀行ATM

## 周辺
- 月布川
- 山形県道27号大江西川線
- 山形県道54号貫見間沢線

## アクセス
- 大江スクールバス 貫見局前停留所下車
- 駐車場あり：4台